# It’s Not My Time
«It’s Not My Time» — первый сингл с четвёртого одноимённого студийного альбома рок-группы 3 Doors Down. Песня была выпущена 18 февраля 2008 года и три недели занимала первое место в чарте Mainstream Rock Tracks, а также стала вторым синглом группы, достигнувшим первого места в чарте Adult Top 40. Акустическая версия песни также была доступна по предзаказу на iTunes.

## История создания
Первоначально песня была написана для ремейка фильма «Приключение «Посейдона»». Брэд Арнольд так описал её создание: «Она должна была стать треком для фильма. В фильме, они просто пытались избежать смерти. И вот корабль тонет. Мне показали 30-секундный отрывок из фильма, и я пошел и написал эту песню на его основании. Однако, они не захотели её, поэтому я подумал: „Круто, мы возьмём её себе“. И это на самом деле вторая такая песня. Я написал „Let Me Go“ из Seventeen Days для фильма „Человек-паук“, но они не захотели её, поэтому мы оставили её себе. Я рад. У меня не было с этим проблем».

## Сертификация
| Регион                                                       | Сертификация | Продажи    |
| ------------------------------------------------------------ | ------------ | ---------- |
| США (RIAA)                                                   | Платиновый   | 1 000 000* |
| * Данные о продажах приведены только на основе сертификации. |              |            |